# والاس جونز
والاس جونز (بالإنجليزية: Wallace Jones)‏ مواليد 14 يوليو 1926 في هارلان - الوفاة 27 يوليو 2014، كان لاعب كرة سلة أمريكي بدأ مسيرته الاحترافية في سنة 1949 وحمل الرقم 17. بلغ طوله 6 قدم 4 بوصة (1.9 م). شارك في مسابقة كرة السلة في الألعاب الأولمبية الصيفية. اعتزل اللعب في 1952.

## الميداليات
| الميدالية | المسابقة                       |
| --------- | ------------------------------ |
| ذهبية     | الألعاب الأولمبية الصيفية 1948 |

## روابط خارجية
- والاس جونز على موقع الاتحاد الدولي لكرة السلة (الإنجليزية)
- والاس جونز على موقع إن بي أي (الإنجليزية)
- والاس جونز على موقع سبورتس رفرنس (الإنجليزية)
- والاس جونز على موقع كلية كرة السلة في سبورتس رفرنس.كوم (الإنجليزية)
- والاس جونز على موقع ريلجم (الإنجليزية)
- والاس جونز على موقع بروبوليرز (الإنجليزية)
- والاس جونز على موقع سبورتس رفرنس (الإنجليزية)
- والاس جونز على موقع سبورتس رفرنس (الإنجليزية)
- والاس جونز على موقع أوليمبيديا (الإنجليزية)